# Arsenale di Verona
L'arsenale di artiglieria della Campagnola, originariamente chiamato artillerie arsenal Franz Josef I ma meglio conosciuto con il nome di arsenale di Verona o arsenale austriaco di Verona, è uno stabilimento militare fatto edificare dall'Impero austriaco a Verona, oggi situato nel quartiere di Borgo Trento. Gli studi preliminari e l'elaborazione del progetto, voluto dal feldmaresciallo Josef Radetzky, si sono tenuti nel 1854 con la scelta del progetto esecutivo del maggiore (poi tenente colonnello) Conrad Petrasch, direttore della Genie-Direktion di Verona. La costruzione dell'arsenale si concluse nel 1861 secondo il progetto ridotto del 1859.

## Storia

### Contesto
Verona ha sempre rivestito un ruolo strategico in funzione della sua collocazione geografica, all'incrocio di numerose vie di comunicazione. In ragione di questa posizione si apprestava perfettamente a divenire la piazzaforte principale del Regno Lombardo-Veneto; divenne così punto cardine del cosiddetto "Quadrilatero", che venne impostato intorno al 1850: la città scaligera, ben protetta dalle vicini fortezze di Peschiera, Legnago e Mantova, assumeva il ruolo di "deposito militare" in quanto collegata direttamente all'Austria tramite la strada per il Brennero. All'interno delle cinta magistrale, di cui gli austriaci ricostruirono alla moderna le parti demolite dalle milizie napoleoniche, trovarono così posto diversi complessi militari, di fondamentale importanza soprattutto in caso di guerra, quando Verona si sarebbe trasformata in un punto di supporto per le operazioni belliche di un esercito composto da circa 100 000 soldati: oltre all'arsenale, furono realizzati imponenti edifici come l'ospedale militare d'armata, la provianda di Santa Marta e le grandi caserme di castel San Pietro e del Campone.
La progettazione, direzione dei lavori e gestione di tali opere venne seguita dal k.k. Genie-Direktion Verona, ovvero dall'ufficio veronese per le fortificazioni del Genio Militare, che faceva naturalmente capo a Vienna, anche se fu il feldmaresciallo austriaco Josef Radetzky ad avviare questo processo di trasformazione della città in principale piazza di manovra e deposito dell'armata del Regno Lombardo-Veneto, coadiuvato da Franz von Scholl.

### Progetto e costruzione
Tra i vari stabilimenti militari realizzati tra gli anni cinquanta e sessanta dell'Ottocento, si inserisce quindi l'arsenale d'artiglieria, intitolato all'imperatore Francesco Giuseppe I. Questo venne realizzato tra il 1854 e il 1861 nella cosiddetta "Campagnola", una vasta area pianeggiante racchiusa nel meandro del fiume Adige, all'esterno della città storica e di fronte all'antica fortezza di Castelvecchio. Esso venne quindi destinato a ospitare la Direzione d'Artiglieria (i cui servizi tecnici erano presenti in città dal 1849) e a svolgere il ruolo di supporto logistico per le numerose piazzeforti militari del Regno Lombardo-Veneto.
La scelta dell'area su cui edificare questo importante complesso ricadde sulla Campagnola in quanto questa era difficilmente accessibile in caso di insurrezione della città, ma anche perché si trovava in posizione strategica rispetto alle vie di comunicazioni stradali e ferroviarie con l'Austria (era infatti collegata direttamente con la strada per l'Austria e non distante dallo scalo ferroviario di Parona, posto lungo la ferrovia del Brennero) e in quanto ben difesa sia dal fiume Adige che da alcune fortificazioni militari (in particolare dai forti collinari, dal bastione di Spagna e dalle fortificazioni di porta San Giorgio).

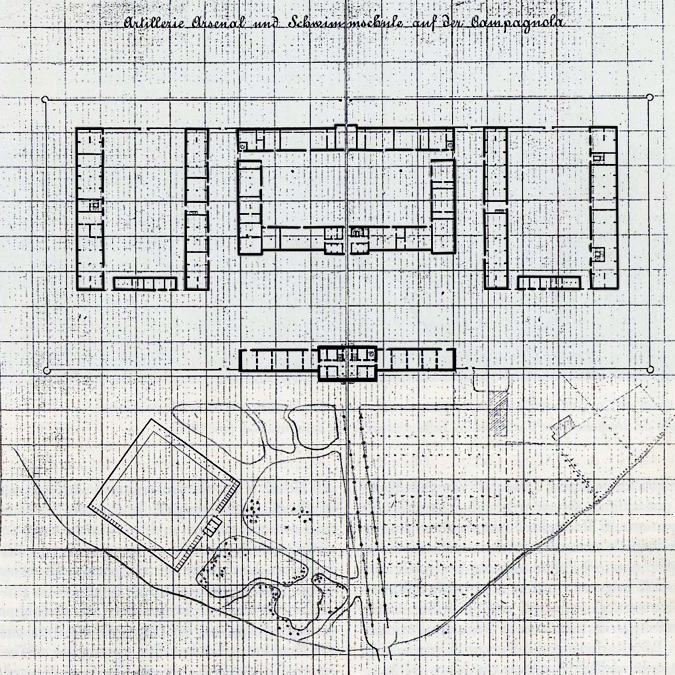
Planimetria del complesso come effettivamente realizzato, con in basso a sinistra la vasca della Scuola militare del nuoto, al centro il padiglione del Comando, e in alto le tre corti con i laboratori, i depositi e le scuderie

Gli uffici del Genio Militare, diretti dal tenente colonnello Conrad Petrasch, produssero un primo progetto dell'arsenale nel 1854, prendendo probabilmente come riferimento l'arsenale di Vienna, costruito tra il 1848 e il 1859 e quindi di poco precedente quello veronese. Il progetto rispecchiava la tipica struttura dell'arsenale di artiglieria ottocentesco, organizzato in più corpi di fabbrica disposti simmetricamente in corti funzionali, secondo la logica sequenza delle operazioni di costruzione, manutenzione, deposito e custodia delle armi pesanti e leggere. Il progetto originario prevedeva un complesso dalle dimensioni imponenti, disposto su una superficie di 11-13 ettari su cui sarebbero dovuti insistere 16 corpi di fabbrica, con un muro che avrebbe suddiviso il complesso in due settori di analoghe dimensioni: il settore sud, verso la città, sarebbe stato destinato all'artiglieria in uso nella piazzaforte, mentre quello nord all'artiglieria di campagna (o da guerra).
Questo ampio progetto subì un taglio nel 1859 a causa dell'attribuzione ai relativi reggimenti della manutenzione e custodia dell'artiglieria da campagna; venne così portata avanti la progettazione della sola parte meridionale, anche se decurtata delle due ali residenziali a lato del cosiddetto "padiglione del Comando", mentre la sezione più a nord, con i cinque grandi edifici in cui sarebbero stati collocati i magazzini dei carriaggi, degli affusti, dei finimenti e dei legnami da carpenteria, venne momentaneamente accantonata.
Venne così realizzato il progetto del 1859, completato già nel 1861: vennero edificati i tre grandi isolati a corte, così realizzati per separare gli spazi destinati ai laboratori dai magazzini e dalle scuderie, mentre sul fronte meridionale, come anticipato, venne realizzato il solo padiglione del Comando, in quanto gli ufficiali austriaci che sarebbero dovuti essere ospitati nei due edifici posti ai lati del padiglione principale, trovarono invece posto a Castelvecchio, in quel periodo utilizzato come caserma; venne inoltre ridimensionato lo stesso padiglione del Comando, mentre gli edifici delle scuderie vennero realizzati di dimensioni maggiori rispetto a quelle preventivate. Rispetto al progetto del 1854 venne inoltre aggiunto un lungo muro di cinta di 392 x 176 metri, con torri di guardia ai quattro angoli, al posto dei semplici muri perimetrali di collegamento tra i vari edifici, in modo da isolare meglio il complesso. Nella sua conformazione definitiva, quindi, l'arsenale constava di nove corpi di fabbrica.

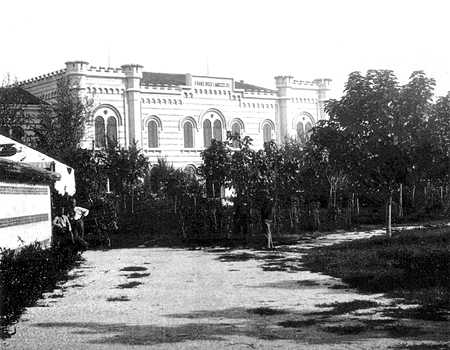
Il padiglione di Comando nel 1866, pochi anni dopo la sua costruzione

La destinazione d'uso degli spazi fu la seguente:
- nel padiglione del Comando, posto al centro del fronte sud, trovavano spazio gli uffici e le sale dei trofei e delle armi;
- nella corte centrale furono concentrati i laboratori di fabbri, carradori, carpentieri e sellai, tranne nell'edificio meridionale in cui furono invece situati gli uffici dei disegnatori, degli amministrativi e l'archivio dei modelli;
- nelle corti laterali, invece, si collocarono magazzini e scuderie (queste ultime negli edifici posti a sud).

Il laboratorio pirotecnico venne invece collocato all’interno di Castelvecchio, facilmente accessibile tramite il ponte scaligero. Proprio in asse con questo venne così inserito l’ingresso principale dell’arsenale, che nella sua configurazione definitiva si estende su circa 6,9 ettari, di cui circa 2 coperti dagli edifici. Altri due ingressi si aprivano ai lati del Padiglione del Comando, mentre una terza via d'accesso era sul retro, verso la Campagnola.
Il ruolo principale dell'arsenale fu quindi quello della manutenzione e deposito delle armi leggere e di artiglieria, in particolar modo i pezzi da fortezza; inoltre, venivano costruiti affusti, accessori per i vari pezzi, finimenti e attrezzi da campagna. Nella stessa area della Campagnola, inoltre, tra il 1849 e il 1856 venne progettato lo stabilimento della Scuola militare del nuoto, realizzato nel 1864, a tre anni dalla conclusione dei lavori di costruzione dell'arsenale. L'impianto era piuttosto semplice e prevedeva una vasca quadrata circondata da una bassa recinzione, sul cui lato sud-est si addossavano gli spogliatoi e si trovava l'ingresso principale allo stabilimento.

### Trasformazioni successive

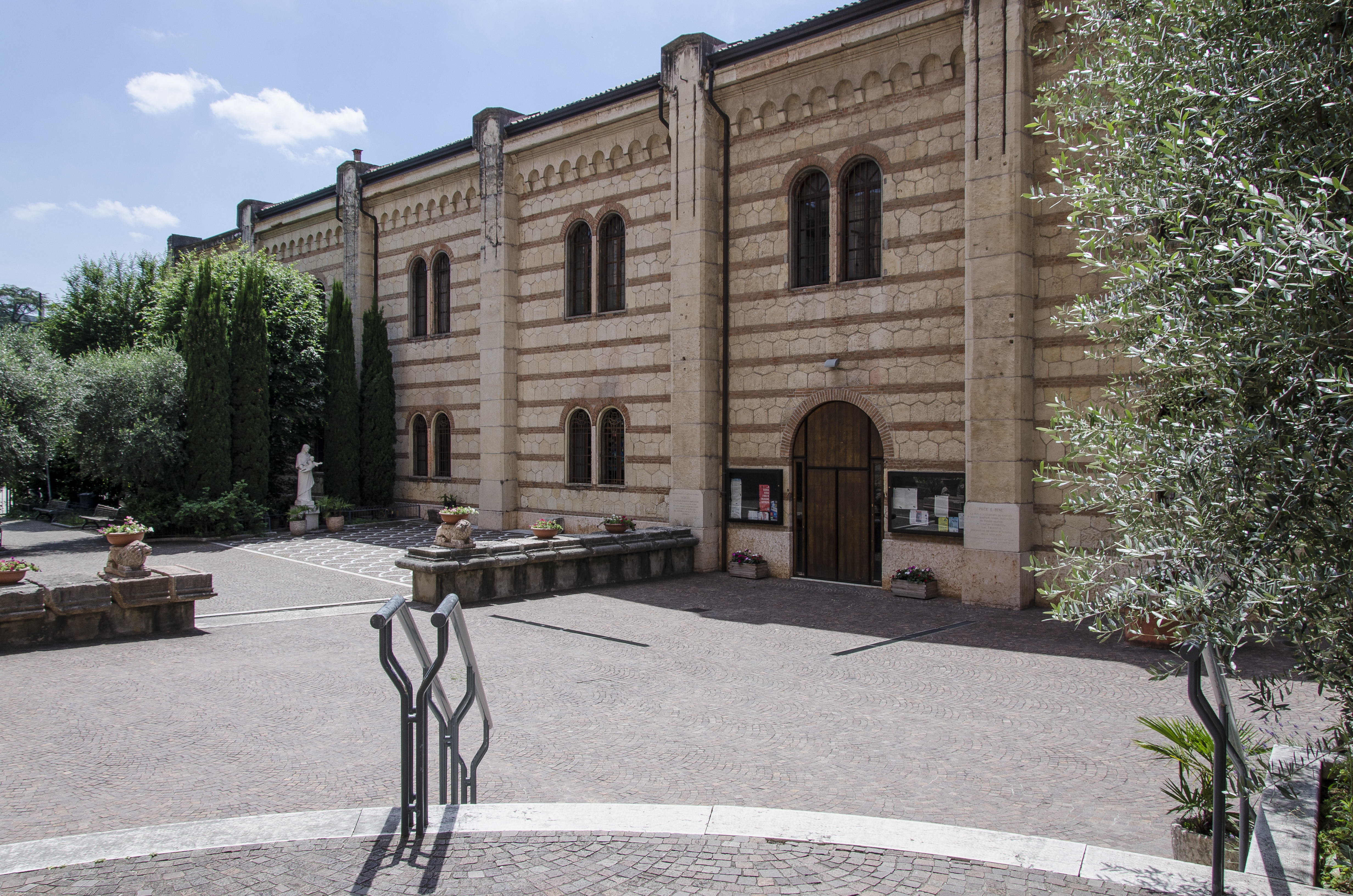
Chiesa di San Francesco d'Assisi, uno dei padiglioni rifunzionalizzati dell'arsenale. Il progetto di restauro fu disegnato dall'architetto veronese Libero Cecchini

Tra il 1923 e il 1935, in una fase di trasformazione della Campagnola in un nuovo quartiere abitativo, il complesso subì le prime trasformazioni; in particolare nel 1935 vennero demolite le strutture dello stabilimento della Scuola militare del nuoto, di cui è sopravvissuta solamente la grande vasca, ridimensionata e inserita all'interno di un nuovo parco pubblico che ancora oggi caratterizza questa parte della città. Intorno agli stessi anni furono edificati alcuni edifici all'interno dell'arsenale, tra cui due edifici in stile Rundbogen costruiti sul lato settentrionale delle due corti laterali e alcuni capannoni all'interno delle stesse. Altri capannoni furono più tardi costruiti anche a sud delle medesime corti.
Il complesso fu gravemente danneggiato dai bombardamenti aerei alleati della seconda guerra mondiale: il padiglione del Comando fu colpito nel corpo centrale e nell'ala orientale, pertanto le strutture originarie furono poi sostituite da strutture orizzontali e verticali di calcestruzzo armato e laterocemento; l'edificio meridionale della corte centrale è stato danneggiato nella parte sommitale, che è stata ricostruita parzialmente trasformata; nella corte orientale il magazzino a due piani, colpito dai medesimi bombardamenti aerei, è stato distrutto per tre quarti della pianta e lasciato per anni allo stato di rudere.
La conseguenza fu che nel dopoguerra l'arsenale, pesantemente danneggiato e situato di fronte ad un ponte demolito, perse di valore tanto da finire tra i beni cedibili del demanio, mentre il piano regolatore cittadino prevedeva la sua completa demolizione per far posto ad un parco pubblico e a circa 1,4 ettari di lotti edificabili. Questo scarso interesse per il complesso finì per provocare, nel corso del tempo, dei veri e propri danni materiali allo stesso: negli anni cinquanta, definito il tracciato di viale della Repubblica nel piano urbanistico di Borgo Trento, fu demolito l'intero angolo nord-orientale del muro di recinzione dell'arsenale, con la torre di guardia; assieme a essi fu demolito inoltre la testata dell'edificio a due piani in origine adibito a magazzino; negli anni sessanta furono infine demolite altre due delle quattro torri di guardia, lungo il lato occidentale.
Col passare degli anni l'esercito si prodigò nel riparare i danni negli edifici in uso, mentre la volontà di vendere il complesso venne meno tanto che nella variante al piano regolatore del 1975 l'area continuava sì a essere destinata a parco pubblico, ma senza la previsione di demolizione degli edifici, che venivano invece mantenuti; venne inoltre prevista la realizzazione futura di una parrocchia all'interno dello stabilimento, individuando così un'ulteriore funzione di valenza pubblica. Negli anni ottanta, quindi, il fabbricato a due piani della corte orientale, in parte distrutto dai bombardamenti e in parte demolito per far posto al viale della Repubblica, fu ceduto alla Curia e restaurato su progetto dell'architetto veronese Libero Cecchini, per dare spazio alla chiesa di San Francesco d'Assisi.

### Recupero dello stabilimento

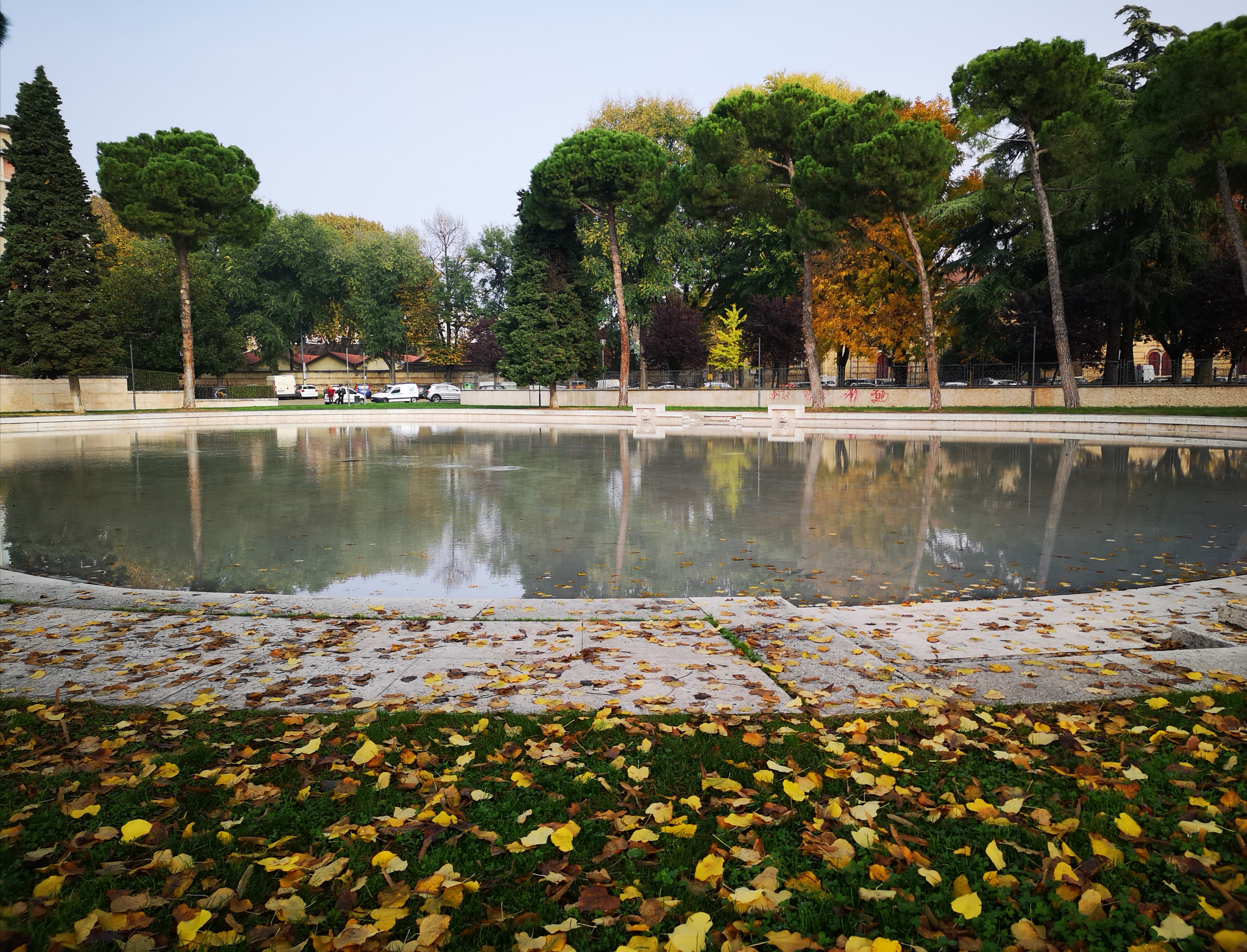
La vasca che si trova di fronte all'arsenale, recuperata su progetto dell'architetto David Chipperfield

L'arsenale, utilizzato prima dal Regio Esercito e poi dall'Esercito Italiano, venne acquisito dal Comune di Verona il 15 giugno 1995, anche se la consegna definitiva avvenne solo il 19 maggio 2009. Fino al momento della cessione il complesso si trovava in discrete condizioni di manutenzione, ma dal momento dell'abbandono da parte dei militari è caduto in uno stato di sottoutilizzazione e degrado: solo il padiglione del Comando ha ospitato mostre periodiche, mentre un edificio della corte occidentale è stato assegnato per un certo numero di anni ai Vigili Urbani e i capannoni della parte orientale sono stati utilizzati come parcheggio.
A seguito dell'acquisizione dell'area, il Comune bandì però un concorso per la riqualificazione dell'arsenale, vinto nel 1999 dallo studio di David Chipperfield, il cui masterplan venne approvato nel 2006: il progetto dell'architetto britannico prevedeva il recupero delle strutture storiche e la costruzione di nuovi volumi, oltre che la sistemazione dello spazio esterno allo stabilimento vero e proprio. Il progetto di restauro e rifunzionalizzazione venne successivamente abbandonato, probabilmente perché troppo oneroso, tuttavia il progetto di sistemazione della grande vasca natatoria è proseguito, e l'intervento è stato inaugurato nel settembre 2011.
Tale progetto ha previsto la riduzione degli spazi asfaltati di piazza Arsenale e una migliore connessione tra le aree verdi che si trovano tra quella e il ponte scaligero, oltre che il restauro della fontana monumentale situata nell'angolo sud della ex vasca natatoria; quest'ultima è stata poi trasformata, riducendo la sua profondità da un metro a pochi centimetri e rivestendo la superficie in lastre di basalto nero, in modo da aumentare l'effetto specchiante del sottile strato d'acqua. Quest'area, subito dopo la sua inaugurazione, è così tornata ad essere un apprezzato e frequentato luogo di incontro e svago, in particolare per l'ampia presenza di spazi verdi senza barriere fisiche e per la presenza del grande specchio d'acqua, completamente accessibile grazie alla sua ridotta profondità.

## Descrizione

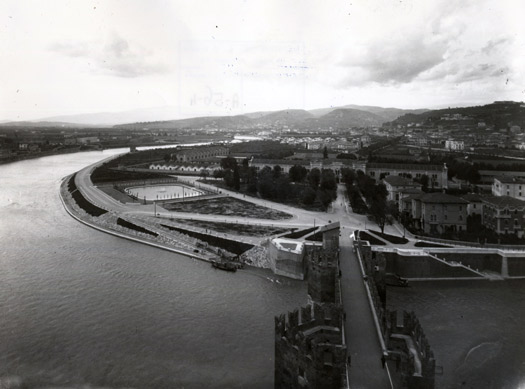
Vista dal mastio di Castelvecchio verso l'arsenale austriaco. Sulla sinistra si nota anche la vasca natatoria della Scuola militare del nuoto

L'arsenale è composto dai nove edifici originari reciprocamente proporzionati e ordinati dal principio della simmetria, oltre che da alcuni corpi aggiunti in un secondo momento; esso si caratterizza come un insieme spaziale racchiuso dal recinto difensivo, originariamente a tracciato rettangolare di 392 m per 176 m, per un totale di 6,9 ettari di superficie. Una strada rettilinea lo collega, verso sud, al ponte di Castelvecchio, mentre verso nord con il quartiere di Borgo Trento (ma in origine con la strada per Trento). Lo spazio interno è stato pianificato come una parte di città, con strade, piazzali, corti ed edifici a padiglione, stilisticamente omogenei tra di loro ma differenziati per le diverse dimensioni e articolazioni volumetriche. Al centro del lato meridionale del muro di cinta è inserito l'edificio che era destinato alle attività direttive, il cosiddetto padiglione del Comando. Gli altri edifici sono disposti in modo da formare tre grandi isolati a corte, originariamente chiusi per separare gli spazi destinati ai laboratori, ai fabbri, carpentieri e sellai, riuniti nella corte centrale, dai magazzini e dalle scuderie, che si affacciavano sulle due corti laterali.
Gli ampi spazi aperti garantivano condizioni ottimali di salubrità, di arieggiamento, ventilazione ed esposizione. I percorsi di collegamento tra i vari padiglioni, pavimentati con acciottolato o semplicemente inghiaiati, erano provvisti anche di trottatoie di pietra adeguate ai grandi carichi portati dai carri d'arsenale e dalle artiglierie. Oltre alle esigenze funzionali, gli spazi aperti, configurati come giardini pubblici, contribuivano (e contribuiscono) a qualificare l'architettura dell'intero complesso.
Nell'architettura del complesso la cultura romantica si poteva originariamente osservare nel rapporto figurativo con il paesaggio circostante: l'arsenale infatti stabiliva un armonico equilibrio con gli elementi naturali dominanti, quali l'ansa dell'Adige, la campagna coltivata a orti e frutteti, le retrostanti colline, ma anche con i monumenti del medioevo veronese, la basilica di San Zeno a ovest, Castelvecchio con il ponte scaligero a sud, la cinta turrita collinare a est. Lo sviluppo del quartiere di Borgo Trento ha circondato l'arsenale di edifici residenziali che hanno interrotto tale rapporto con il paesaggio naturale e storico. Solo il fronte verso Castelvecchio mantiene il rapporto con il verde già presente nel progetto originale.

### Padiglione del Comando

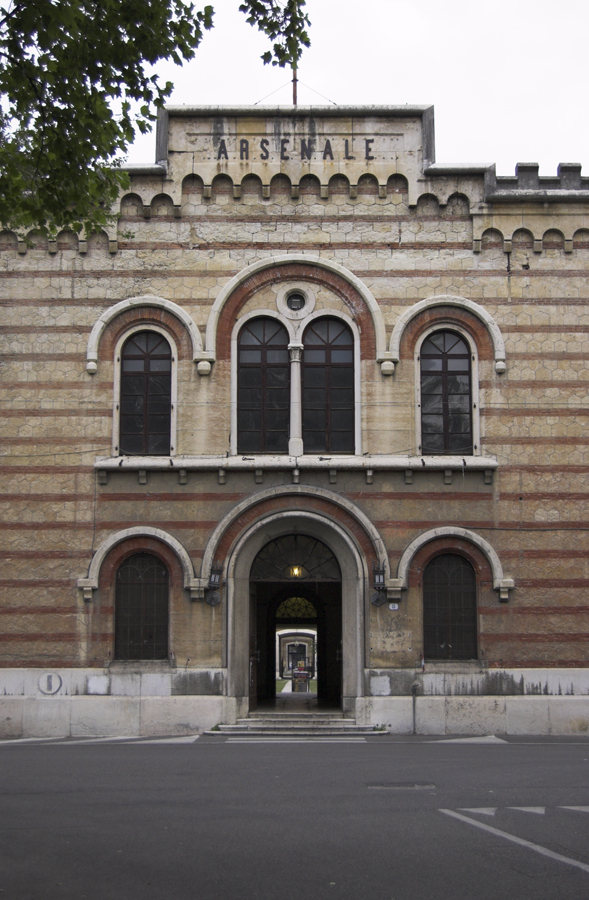
Dettaglio della parte centrale del padiglione del Comando, con l'ingresso allo stabilimento

Nell'intero complesso la composizione architettonica in stile neoromanico (Rundbogenstil,  in italiano "stile dell'arco a tutto sesto") si svolge sulla tonalità del romanico veronese; gli elementi decorativi del Rundbogen si combinano quindi al paramento policromo a listature di tufo e laterizio. L'applicazione del Rundbogenstil non riguarda solo la componente decorativa degli edifici, e in particolare del padiglione del Comando, ma coinvolge la concezione strutturale, per lo più a moduli di base quadrata o quadrangolare caratterizzata dal sistema a volte e pilastri, particolarmente adatta alle esigenze di funzionalità dei depositi e dei laboratori.
Il padiglione del Comando (Hauptgebäude) ha pianta a sviluppo lineare tripartita, composta da un corpo centrale e da due ali laterali. Il blocco centrale era originariamente destinato agli uffici direttivi e alla sala dei trofei, mentre le due ali laterali alle officine degli armorari e all'armeria. Elegante è l'impianto strutturale delle armerie, composto da archi e volte boeme di laterizio. Alla tripartizione volumetrica corrisponde il diverso trattamento figurativo dei prospetti, più ricco nel corpo centrale, più semplice nei corpi laterali. La parte mediana, più elevata, è a sua volta tripartita in un elemento centrale e due elementi di testata, a figura di torre. Nell'elemento centrale risalta la successione delle aperture arcuate, con il motivo della grande quadrifora sopra il portale d'ingresso; nelle torri campeggiano le bifore su due ordini. Gli elementi laterali, a torre, sono delimitati in verticale da pilastri ottagonali, parzialmente sporgenti dalla parete, e conclusi da coronamento merlato. I prospetti dei due corpi laterali sono invece caratterizzati dalla successione delle sei lesene delimitanti cinque campate, al centro delle quali, su due ordini, si aprono le bifore, rimarcate da cornici arcuate di pietra, aggettanti. Ogni spigolo dei corpi laterali è infine rafforzato da tre pilastri ottagonali, collegati per connotare fortemente gli spigoli dell'edificio. L'apparato di gronda del fabbricato è formato da archetti pensili e dalla merlatura stilizzata.

### Edifici a corte

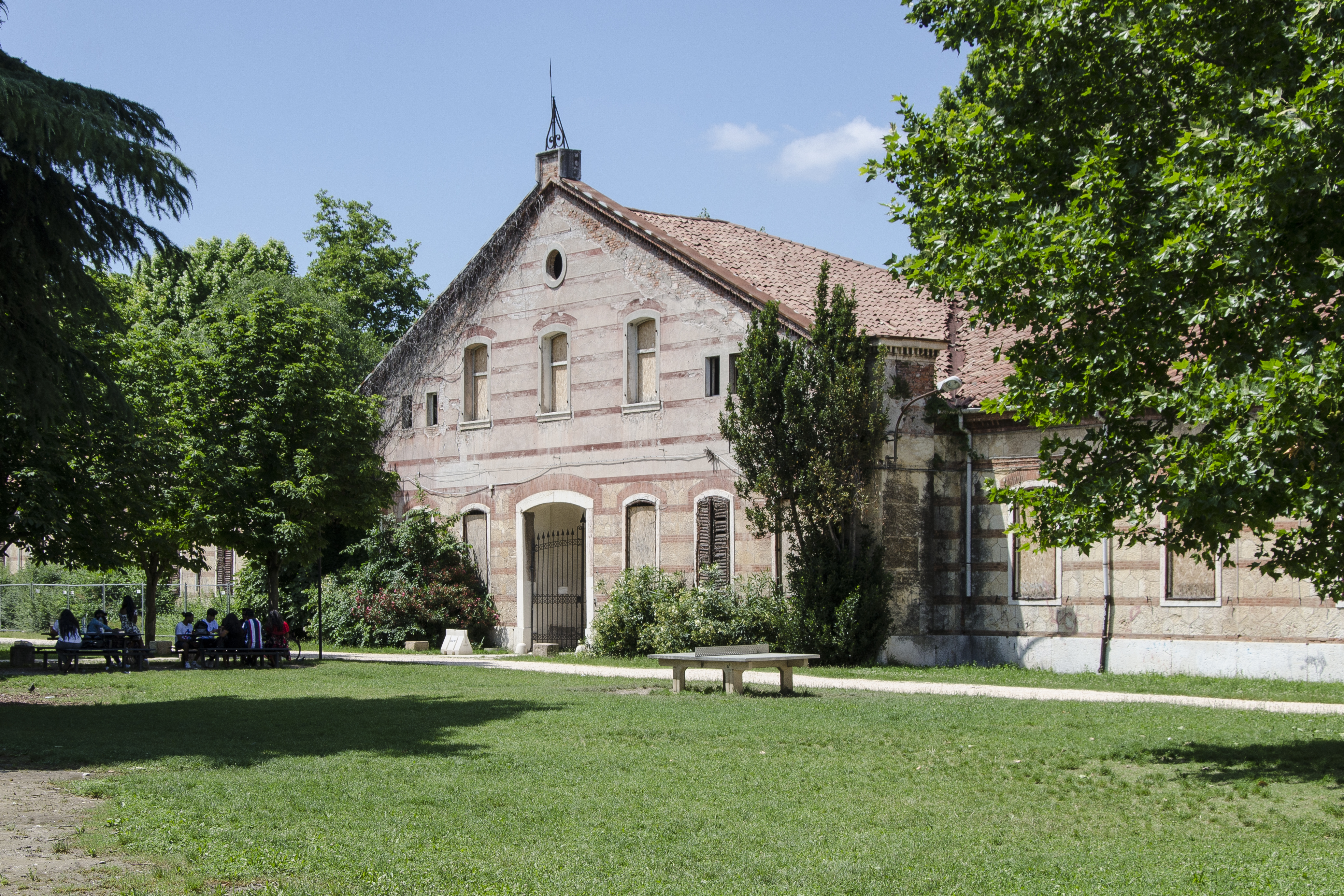
Il corpo principale del cortile centrale, originariamente occupato da uffici e archivio

Attorno alla corte centrale si dispongono due edifici a un solo piano: uno a pianta rettilinea lungo il lato nord, e uno con pianta a forma di C (disposto lungo i lati sud, est e ovest). Originariamente la parte centrale del fabbricato meridionale, che si eleva su due piani più il sottotetto, era riservata all'ufficio dei disegnatori, all'archivio dei modelli, e all'ufficio amministrativo, mentre il piano terra delle ali laterali era invece destinato ai laboratori; nel corpo rettilineo settentrionale erano riunite tutte le lavorazioni a fuoco, con la centrale di forza motrice per la macchina a vapore. In tutti i prospetti gli elementi decorativi sono ridotti all'essenziale: lesene e cornici arricchiscono le testate a timpano e tutte le aperture sono contornate da cornici di pietra.
Le due corti laterali sono composte ognuna da tre edifici a pianta rettilinea. I due fabbricati di maggiori dimensioni e organizzati in due livelli (gli ex magazzini), si collocano lungo i lati est e ovest; sul lato meridionale della corte, a lato dei due portali d'ingresso, sono collocati i due fabbricato di minore dimensione, originariamente adibiti a scuderia. Disposti verso la corte centrale vi sono invece i magazzini minori, organizzati planimetricamente a due navate.

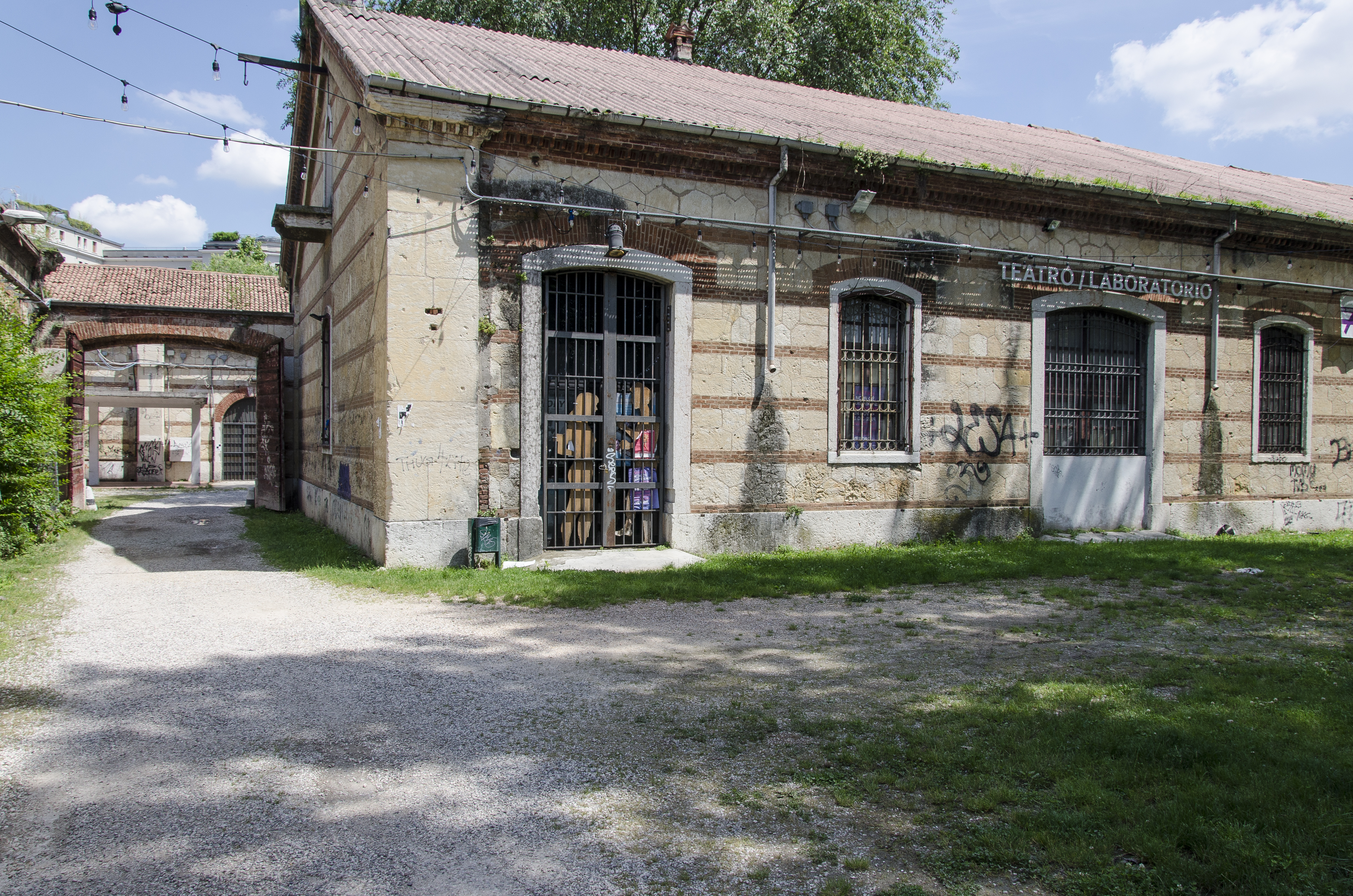
Il fabbricato degli ex laboratori presso il cortile centrale

Gli edifici a due piani, disposti lungo i lati delle corti rivolti al muro di recinzione, sono costruiti con il medesimo impianto strutturale dei magazzini minori: pilastri, archi e volte a crociera. La composizione dei loro prospetti è caratterizzata dalla successione dei contrafforti sporgenti dalle pareti ed elevati oltre la linea di gronda. Nelle campate si aprono bifore archeggiate, su due ordini, o grandi passaggi ad arco, al piano terra. Ogni campata è coronata da archetti pensili sormontati da una cornice di pietra da taglio fortemente aggettante, allineata al piano dei contrafforti. I magazzini minori, a un solo piano, sono del tutto simili a quelli appena descritti per quanto concerne i caratteri compositivi delle facciate.

### Cinta muraria

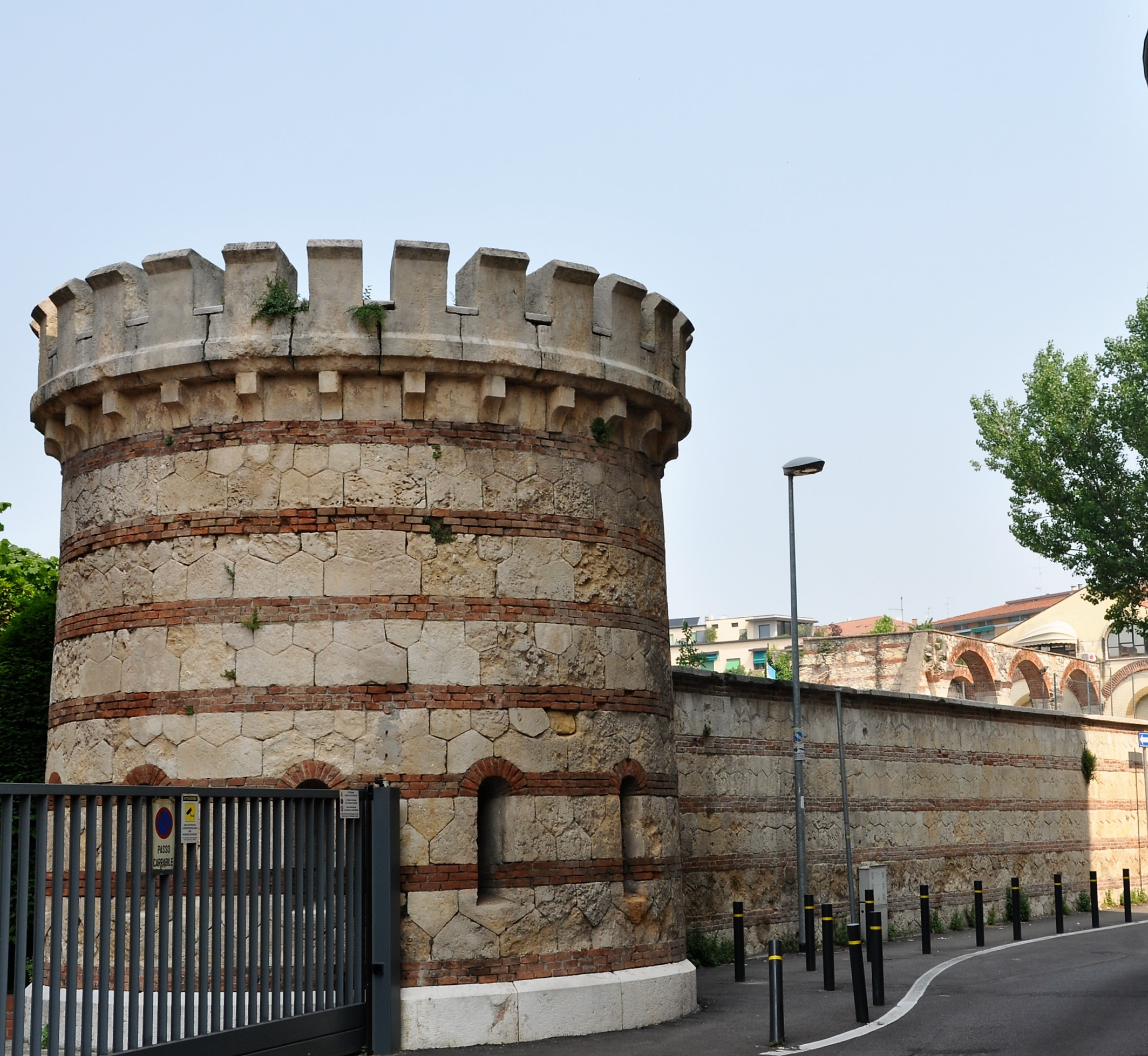
Torre di guardia e cinta muraria

Il muro di recinzione, anch'esso costruito con muratura listata di tufo e laterizio, era originariamente a tracciato rettangolare e munito da quattro torri di guardia a pianta circolare, sporgenti ai vertici. Le torri, di forma cilindrica leggermente rastremata verso l'alto, si elevavano su due piani; erano quindi coperte da una struttura voltata di laterizio, che reggeva il piano superiore a terrazza. L'aspetto medievale è accentuato dall'apparato a sporgere merlato sorretto da mensole di pietra da taglio. Sul perimetro, al piano terra, si aprono le feritoie radiali per fucileria.
Nel recinto si aprono ancora i tre ingressi, con pilastri a conci di tufo, coronati da poliedri di pietra da taglio e cancello di ferro battuto. Due ingressi sono collocati a sud, ai lati del padiglione del Comando mentre il terzo è situato al centro del lato settentrionale, in asse con la strada che mette in comunicazione il complesso con il quartiere.